# Brusturi (Neamț)
Brusturi is een Roemeense gemeente in het district Neamț.
Brusturi telt 3819 inwoners.